# Championnats du monde juniors d'athlétisme 2024
Navigation
Édition précédente Édition suivante
La 20e édition des Championnats du monde juniors d'athlétisme se déroule du 27 au 31 août 2024 à Lima, au Pérou, au sein du Estadio Nacional.
Le comité d'organisation des jeux a été suspendu en avril 2023 en raison de l'instabilité politique et des troubles sociaux ainsi que des catastrophes naturelles comme les pluies diluviennes provoquées par le cyclone Yaku (en). Les championnats sont toutefois confirmés en août 2023.

## Podiums

### Hommes
| Épreuves          | Or                                                                               | Argent                                                                           | Bronze                                                                                     |
| ----------------- | -------------------------------------------------------------------------------- | -------------------------------------------------------------------------------- | ------------------------------------------------------------------------------------------ |
| 100 m             | Bayanda Walaza 10 s 19                                                           | Puripol Boonson 10 s 22                                                          | Bradley Nkoana 10 s 26                                                                     |
| 200 m             | Bayanda Walaza 20 s 52                                                           | Gout Gout 20 s 60                                                                | Jake Odey-Jordan 20 s 81                                                                   |
| 400 m             | Udeme Okon 45 s 69                                                               | Jayden Davis 46 s 08                                                             | Sidi Njie 46 s 29                                                                          |
| 800 m             | General Ayansa 1 min 46 s 86                                                     | Peyton Craig 1 min 46 s 95                                                       | Ko Ochiai 1 min 47 s 03                                                                    |
| 1 500 m           | Abdisa Fayisa 3 min 40 s 51                                                      | Cameron Myers 3 min 40 s 60                                                      | Alex Pintado 3 min 41 s 03                                                                 |
| 3 000 m           | Andreas Halvorsen 8 min 20 s 56                                                  | Denis Kipkoech 8 min 20 s 79                                                     | Edward Bird 8 min 21 s 00                                                                  |
| 5 000 m           | Andrew Alamisi 13 min 41 s 14                                                    | Abdisa Fayisa 13 min 41 s 56                                                     | Keneth Kiprop 13 min 41 s 73                                                               |
| 110 m haies       | Ja'Kobe Tharp 13 s 05                                                            | Andre Korbmacher 13 s 14                                                         | Yuanjiang Chen 13 s 21                                                                     |
| 400 mètres haies  | Vance Nilsson 49 s 26                                                            | Michal Rada 49 s 30                                                              | Antti Sainio 49 s 61                                                                       |
| 3 000 m steeple   | Edmund Serem 8 min 15 s 28                                                       | Matthew Kosgei 8 min 17 s 46                                                     | Hailu Ayalew 8 min 24 s 08                                                                 |
| 10 000 m marche   | Rayen Cherni 39 min 24 s 85                                                      | Emiliano Barba 39 min 27 s 10                                                    | Giuseppe Disabato 39 min 31 s 25                                                           |
| 4 × 100 m         | Jamaïque Jace Witter Gary Card Nyrone Wade Deandre Daley 39 s 18                 | Royaume-Uni Jake Odey-Jordan Joel Masters Dean Patterson Teddy Wilson 39 s 20    | Thaïlande Wirayut Daenkhanob Sarawut Nuansi Chutithat Pruksorranan Puripol Boonson 39 s 39 |
| 4 × 400 m         | États-Unis Jayden Davis Xavier Donaldson Alexander Rhodes Sidi Njie 3 min 3 s 56 | Afrique du Sud Bryan Katoo Sihle Mahlangu Njabulo Mbatha Udeme Okon 3 min 5 s 22 | Australie Caleb Kilpatrick Jett Grundy Jack Deguara Jordan Gilbert 3 min 5 s 53            |
| Saut en hauteur   | Scottie Vines 2.25 m PB                                                          | Matteo Sioli 2.23 m PB                                                           | Kaisei Nakatani 2.19 m                                                                     |
| Saut à la perche  | Hendrik Müller 5.45 m                                                            | Rikuya Yoshida 5.40 m PB                                                         | Jan Krček 5.30 m PB                                                                        |
| Saut en longueur  | Roko Farkaš 8.17 m                                                               | Luka Bošković 7.93 m                                                             | Mason McGroder 7.80 m PB                                                                   |
| Triple saut       | Ethan Olivier 17.01 m =AU20R                                                     | Karson Gordon 16.74 m PB                                                         | Yinglong Ma 16.30 m PB                                                                     |
| Lancer du poids   | Jarno van Daalen 20.76 m PB                                                      | JL van Rensburg 20.74 m PB                                                       | Georg Harpf 20.28 m                                                                        |
| Lancer du disque  | Bryce Ruland 62.59 m PB                                                          | Jarno van Daalen 62.22 m PB                                                      | Mico Lampinen 62.20 m PB                                                                   |
| Lancer du marteau | Iosif Kesidis 82.80 m WU20L                                                      | Roland Imre 75.33 m PB                                                           | Ármin Szabados 74.88 m                                                                     |
| Lancer du javelot | Tom Teršek 76.81 m PB                                                            | Xiaobo Wang 75.50 m PB                                                           | Oisín Joyce 73.89 m NU20                                                                   |
| Décathlon         | Tomas Järvinen 8425 pts                                                          | Hubert Trościanka 8230 pts                                                       | Florian Vriezen 7820 pts                                                                   |

### Femmes
| Épreuves          | Or                                                                               | Argent                                                                             | Bronze                                                                              |
| ----------------- | -------------------------------------------------------------------------------- | ---------------------------------------------------------------------------------- | ----------------------------------------------------------------------------------- |
| 100 m             | Alana Reid 11 s 17                                                               | Adaejah Hodge 11 s 27                                                              | Kishawna Niles 11 s 37                                                              |
| 200 m             | Adaejah Hodge 22 s 74                                                            | Torrie Lewis 22 s 88                                                               | Shanoya Mikalia Douglas 23 s 10                                                     |
| 400 m             | Lurdes Gloria Manuel 51,29 s                                                     | Dianna Proctor 51 s 98                                                             | Zaya Akins 52 s 00                                                                  |
| 800 m             | Sarah Moraa 2 min 0 s 36                                                         | Claudia Hollingsworth 2 min 0 s 87                                                 | Sophia Gorriaran 2 min 1 s 04                                                       |
| 1 500 m           | Saron Berhe 4 min 16 s 64                                                        | Rachel Forsyth 4 min 17 s 94                                                       | Jolanda Kallabis 4 min 19 s 34                                                      |
| 3 000 m           | Aleshign Baweke 8 min 50 s 32                                                    | Marion Jepngetich 8 min 52 s 37                                                    | Marta Alemayo 8 min 53 s 64                                                         |
| 5 000 m           | Medina Eisa 14 min 39 s 71                                                       | Mekedes Alemeshete 14 min 57 s 44                                                  | Charity Cherop 15 min 25 s 02                                                       |
| 100 mètres haies  | Kerrica Hill 12 s 99                                                             | Mia Wild 13 s 15                                                                   | Delta Amidzovski 13 s 24                                                            |
| 400 mètres haies  | Méta Tumba 55 s 59                                                               | Wiktoria Gadajska 56 s 87                                                          | Hannah van Niekerk 56 s 98 PB                                                       |
| 3 000 m steeple   | Sembo Almayew 9 min 12 s 7                                                       | Loice Chekwemoi 9 min 18 s 84                                                      | Diana Chepkemoi 9 min 29 s 84                                                       |
| 10 000 m marche   | Baima Zhuoma 43 min 26 s 60                                                      | Chen Meiling 44 min 30 s 67                                                        | Aarti Bhadana 44 min 39 s 39                                                        |
| 4 × 100 m         | Jamaïque Shanoya Douglas Alliah Baker Briana Campbell Alana Reid 43 s 39         | Suisse Timea Rankl Lia Thalmann Chloé Rabac Alicia Masini 44 s 06                  | Canada Savannah Blair Dianna Proctor Ashley Odiase Renée Roxane Tedga 44 s 60       |
| 4 × 400 m         | États-Unis Michaela Mouton Olivia Harris Josie Donelson Zaya Akins 3 min 30 s 74 | Australie Amelia Rowe Bella Pasquali Jemma Pollard Sophia Gregorevic 3 min 31 s 47 | Royaume-Uni Charlotte Henrich Emma Holmes Kara DaCosta Rebecca Grieve 3 min 32 s 80 |
| Saut en hauteur   | Angelina Topić 1.91 m                                                            | Izobelle Louison-Roe 1.89 m PB                                                     | Karmen Bruus 1.89 m SB                                                              |
| Saut à la perche  | Molly Haywood 4.47 m PB                                                          | Magdalena Rauter 4.15 m                                                            | Tryphena Hewett 4.15 m                                                              |
| Saut en longueur  | Delta Amidzovski 6.58 m PB                                                       | Sophia Beckmon 6.54 m                                                              | Julia Adamczyk 6.34 m                                                               |
| Triple saut       | Sharifa Davronova 13.75 m                                                        | Yi Li 13.55 m                                                                      | Erika Saraceni 13.46 m PB                                                           |
| Lancer du poids   | Akaoma Odeluga 17.34 m                                                           | Martina Mazurová 16.38 m PB                                                        | Ching-Yuan Chiang 16.01 m NU20R                                                     |
| Lancer du disque  | Bingyang Han 57.57 m PB                                                          | Jingru Huang 56.47 m                                                               | Marley Raikiwasa 56.25 m                                                            |
| Lancer du marteau | Jiale Zhange 68.95 m                                                             | Valentina Savva 67.21 m                                                            | Villő Viszkeleti 64.94 m                                                            |
| Lancer du javelot | Yan Ziyi 63.05 m                                                                 | Pin-Hsun Chu 54.28 m                                                               | Evelyn Bliss 54.01 m                                                                |
| Heptathlon        | Jana Koščak 5807 pts                                                             | Pin-Hsun Chu 5755 pts                                                              | Evelyn Bliss 5601 pts                                                               |

### Mixte
| Épreuves  | Or                                                                                   | Argent                                                                                  | Bronze                                                                |
| --------- | ------------------------------------------------------------------------------------ | --------------------------------------------------------------------------------------- | --------------------------------------------------------------------- |
| 4 × 400 m | Australie Jordan Gilbert Bella Pasquali Jack Deguara Sophia Gregorevic 3 min 19 s 27 | Pologne Jakub Szarapo Wiktoria Gajosz Stanisław Strzeleckis Zofia Tomczyk 3 min 20 s 44 | Chine Haoran Fu Yalun Wang Ailixier Wumaier Yinglan Liu 3 min 21 s 27 |